# Helions Bumpstead
Helions Bumpstead is een civil parish in het bestuurlijke gebied Braintree, in het Engelse graafschap Essex.